# 紀見步實
紀見步實（日语：きみと歩実，1994年3月7日—），日本AV女優。所屬事務所是Mine's。

## 簡歷
2012年8月以「君野步美（きみの歩美，きみの あゆみ）」為藝名在AV界出道，11月成為S1的專屬女優。所屬事務所是New Actor Experience。
2013年在109百貨前的數位標牌播放為S1演出的電視廣告。
2015年4月1日暫停Twitter帳號，同年7月11日以新的藝名「紀見步實」建立帳號。
2015年4月9日獲得第27回ピンク大賞的新人女優賞。
2015年5月29日以AV女優身份加入偶像團體「SEXY-J」（成員編號10）。9月16日以《學園天國》出道。
2016年4月到12月成為Attackers的專屬女優。
2017年12月19日，「SEXY-J」解散。
2019年成為上野オークラ劇場的第4代吉祥物女孩。
2019年3月12日獲得成人廣播獎2019的網站付費獎。
2020年12月發表的「FLASH 2020年現役最強セクシー女優BEST100」，在讀者投票中獲得第38名。

## 人物
出身於千葉縣。
興趣是料理。

## 外部連結
- キミとの歩み （页面存档备份，存于） - 官方部落格（2012年7月27日 - 2014年9月17日）
- YOU with ME （页面存档备份，存于） - 官方部落格（2015年7月29日 - 2016年10月29日）
- きみの歩美 紀見歩美的X（前Twitter）（2012年8月17日 - 2014年11月21日）
- きみの歩美的X（前Twitter）（2014年11月21日 - 2015年4月1日）
- きみと歩実(紀見歩實)的X（前Twitter）（2015年7月11日 - ）
- きみと歩実インタビュー ゲオTV | MANGO(マンゴー) (2019年12月)